# دودي دورن
دودي دورن (بالإنجليزية: Dody Dorn)‏ هي محررة أفلام أمريكية اشتهرت بالمونتاج في فيلم المخرج كريستوفر نولان تذكار عام 2000.

## وصلات خارجية
- دودي دورن على موقع IMDb (الإنجليزية)
- دودي دورن على موقع ألو سيني (الفرنسية)
- دودي دورن على موقع أول موفي (الإنجليزية)
- دودي دورن على موقع قاعدة بيانات الأفلام السويدية (السويدية)
- دودي دورن على موقع قاعدة بيانات الفيلم (الإنجليزية)
- دودي دورن على موقع كينوبويسك (الروسية)